# أحمدية (فيروزة)
أحمدية (بالفارسية: احمدیه) هي قرية تقع في قسم طاغنكوة الشمالي الريفي (مقاطعة فيروزة) في إيران. يقدر عدد سكانها بـ 146 نسمة .